# تیراندازی دبستان راب

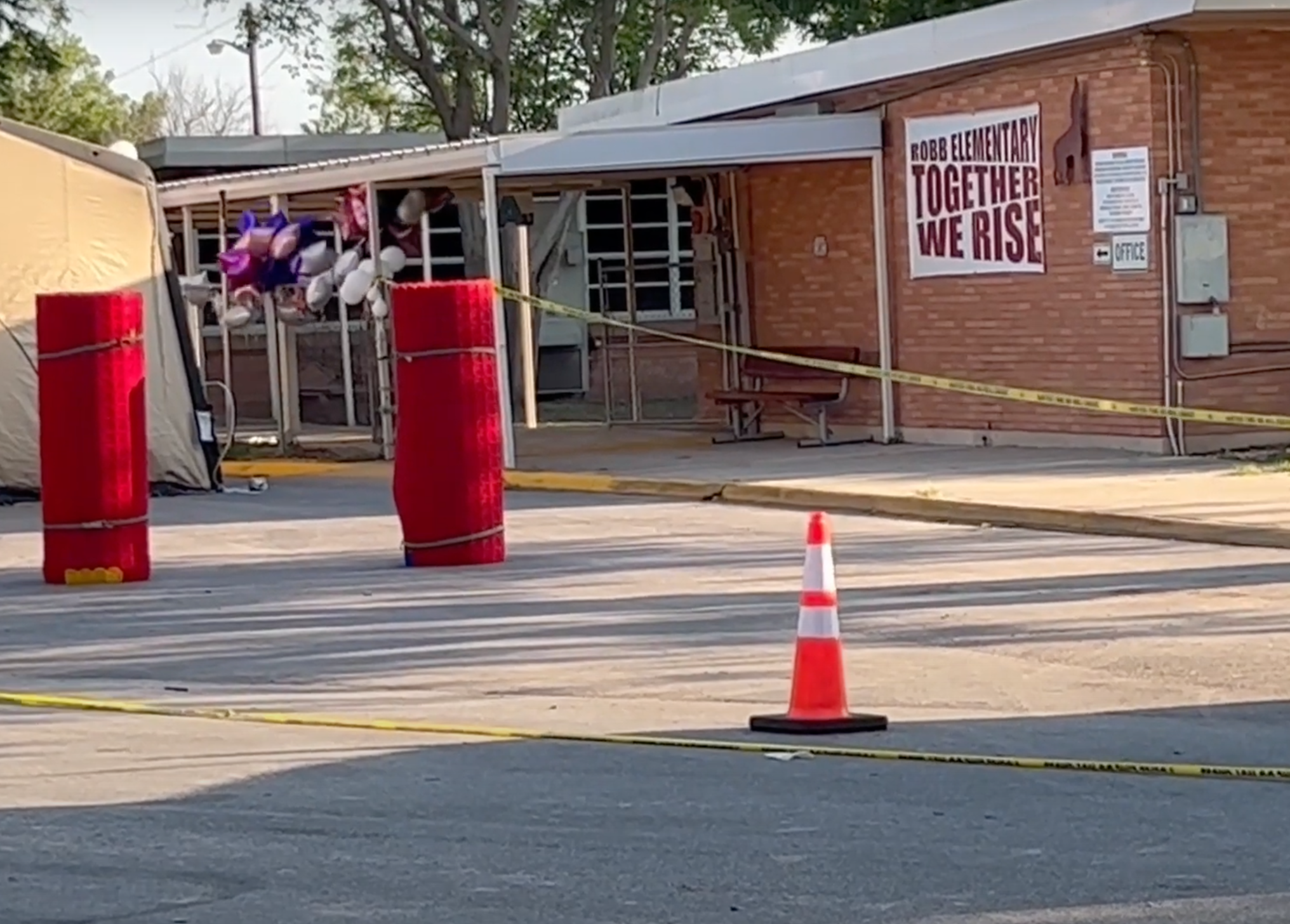
دبستان راب

در روز ۲۴ مه ۲۰۲۲ سالوادور راموس ۱۸ ساله در دبستان راب در یووالدی، تگزاس در ایالات متحده آمریکا اقدام به گشودن آتش نمود و ۱۹ دانش آموز دبستانی و ۲ معلم را به قتل رساند و ۱۷ تن دیگر را نیز مجروح نمود. در ابتدای همان روز وی مادربزرگ ۶۶ سال خویش را با گلوله مجروح نمود. در نهایت راموس نیز در محوطه مدرسه به ضرب گلوله مأموران انتظامی کشته شد. این سومین تیراندازی مرگبار مدرسه در ایالات متحده آمریکا پس از تیراندازی ویرجینیا تک در سال ۲۰۰۷ و تیراندازی دبستان سندی هوک در سال ۲۰۱۲ و مرگبارترین تیراندازی مدرسه تاکنون در تگزاس  بوده‌است. این تیراندازی به‌طور گسترده‌ای در سطح ملی از جمله جو بایدن، طرفداران کنترل اسلحه و همچنین در سطح بین‌المللی محکوم شده‌است. این واقعه ده روز پس از تیراندازی ۲۰۲۲ در بوفالو، نیویورک به وقوع پیوسته‌است.